# Dag van de Franse Gemeenschap
De Dag van de Franse Gemeenschap (27 september) is in België een jaarlijkse feestdag van de Franse Gemeenschap van België; ter herdenking van de overwinning (in 1830) van de Belgische patriotten op de regeringstroepen in het Warandepark. Het feest werd voor de eerste maal in 1975 gevierd, maar was in het begin van het Belgisch koninkrijk ook een Belgische feestdag.

## Geschiedkundige achtergrond
Op het congres van Wenen werden de Zuidelijke Nederlanden in 1815 bij het pas opgerichte Koninkrijk der Nederlanden gevoegd, en ontstond het Verenigd Koninkrijk der Nederlanden. Doordat het zuidelijk deel zich op meerdere punten door koning Willem I achtergesteld voelde ten opzichte van het noorden, leverde dit een hoop onvrede in het zuiden op. Geïnspireerd door de geslaagde julirevolutie van de Fransen, brak in Brussel een opstand tegen Willem I uit. Deze onafhankelijkheidsstrijd leidde tot de terugtocht, in de nacht van 26 op 27 september 1830, van de Nederlandse troepen onder leiding van prins Frederik (tweede zoon van koning Willem I) uit Brussel, waar ze op 23 september waren binnengetrokken om de orde te herstellen. De opstand eindigde op 27 september, toen de troepen van Willem I opbraken. Het zou echter nog duren tot 1839 voordat België definitief en volledig onafhankelijk werd. De datum van 27 september staat symbool voor de verdrijving van het Nederlandse element uit de stad en uit het land.
De feestdag is thans speciaal bestemd voor de Franse gemeenschap, ofwel alle Franstaligen in het hele land, omdat de revolutie door Walen (vooral uit Luik) is gestart, met steun uit Frankrijk. Onder de revolutionairen bevonden zich ook veel rattachisten, die België bij Frankrijk wilden voegen. Voor de andere gemeenschappen in België zijn er ook speciale dagen, respectievelijk:
- het Feest van de Vlaamse Gemeenschap (Feestdag van Vlaanderen) (11 juli)
- de Dag van de Duitstalige Gemeenschap (15 november)